# Musaranya de Bendire
La musaranya de Bendire (Sorex bendirii) és una espècie de mamífer de la família de les musaranyes que es troba a Nord-amèrica. Fou anomenada en honor del militar i ornitòleg estatunidenc Charles Bendire.